# Dorota Klencz
Dorota Monika Klencz, po mężu Szymura (ur. 19 lipca 1955 w Zabrzu) – polska gimnastyczka, trenerka, olimpijka z Monachium 1972.
Reprezentował barwy Górnika Zabrze w latach 1968-1973. Mistrzyni Polski w skoku przez konia w roku 1971
Na igrzyskach olimpijskich w 1972 roku zajęła:
- 10. miejsce w wieloboju drużynowym,
- 74. miejsce w ćwiczeniach wolnych,
- 77. miejsce w ćwiczeniach na poręczach,
- 80. miejsce w wieloboju indywidualnym,
- 89. miejsce w ćwiczeniach na równoważni,
- 91. miejsce w skoku przez konia